# برت موریسو
برت موریسو (به فرانسوی: Berthe Morisot) (زاده ۱۴ ژانویه ۱۸۴۱ – درگذشته ۲ مارس ۱۸۹۵) نقاش امپرسیونیست فرانسوی بود.

## زندگی
او در فرانسه و در خانوادهٔ بورژوای موفقی که همیشه او و خواهرش «ادنا» را در جستجوی هنریشان تشویق می‌کردند به دنیا آمد. او خود را به عنوان یکی از بانوان جنبش هنری آوانگارد در اواخر قرن نوزدهم معرفی کرد.
در سن بیست سالگی با ژان-بتیست-کامی کورو که او را با دیگر هنرمندان معاصرش آشنا کرد همکار شد و در سال ۱۸۶۴ برای اولین بار دو نقاشی دورنمایی خود را در سالن دو پاریس به نمایش گذاشت. او نمایش آثارش را در این مکان به‌طور مستمر تا سال ۱۸۷۴ (اولین سال نمایش کارهای امپرسیونیستی) ادامه داد. او و پیسارو تنها کسانی هستند که آثارشان را در تمام نمایشگاه‌های امپرسیونیستی اصلی به نمایش گذاشتند.
موریسو به عنوان یک نقاش امپرسیونیست صحنه‌هایی را که یک خانم خرده بورژوا در زندگی خود با آن مواجه است به تصویر می‌کشد، که بیشتر شامل تصاویر خانوادگی، بچه‌ها، بانوان، گردش‌های آخر هفته و … است.

## مهم‌ترین دوران کاری او

### آموزش، ۱۸۵۷–۱۸۷۰
ردیابی مراحل آموزش موریسو و بیان دقیق تأثیر معلمانش دشوار است زیرا او هرگز از کار خود راضی نبود و تقریباً تمام آثار هنری را که قبل از سال ۱۸۶۹ تولید کرد نابود کرد. اولین معلم او، جفروی-آلفونس چوکارن بود. او اصول اولیه طراحی را به موریسو آموزش داد. پس از چند ماه، موریسو شروع به شرکت در کلاس‌هایی کرد که توسط گیچارد تدریس می‌شد. در این دوره، او بیشتر چهره‌های کلاسیک باستانی را می‌کشید. هنگامی که موریسو علایق خود را به نقاشی‌های فضای باز بیان کرد، گیچارد او را به دنبال کوروت و اودینو فرستاد. او برای نقاشی در فضای باز از آبرنگ استفاده می‌کرد که حمل آن آسان است. در آن زمان موریسو به پاستل نیز علاقه‌مند شد.

### آبرنگ، ۱۸۷۰–۱۸۷۴
در این دوره، موریسو هنوز نقاشی رنگ روغن را دشوار می‌دانست و بیشتر در آبرنگ کار می‌کرد. انتخاب رنگ او نسبتاً محدود است. با این حال، تکرار ظریف رنگ‌ها یک اثر متعادل را ارائه می‌دهد. با توجه به ویژگی‌های خاص آبرنگ به عنوان یک رسانه، موریسو توانست فضایی شفاف و لمس پردار ایجاد کند که به تازگی در نقاشی‌های او کمک می‌کند.

### امپرسیونیسم، ۱۸۷۵–۱۸۸۵
موریسو با اعتماد به نفس بیشتر در مورد نقاشی رنگ روغن، مانند دگا، همزمان در رنگ روغن، آبرنگ و پاستل کار کرد. او خیلی سریع نقاشی می‌کشید، اما طراحی‌های زیادی را به عنوان آماده‌سازی انجام داد، بنابراین می‌توانست «دهان، چشم‌ها و بینی‌اش را با یک ضربه قلم‌مو» نقاشی کند. او مطالعات بیشماری در مورد موضوعات خود انجام داد، که از زندگی او استخراج شده بود، بنابراین کاملاً با آنها آشنا شد. هنگامی که نقاشی در فضای باز ناخوشایند شد، آبرنگ‌های تمام شده در مراحل آماده‌سازی به او اجازه داد بعداً به نقاشی در داخل خانه ادامه دهد.

### عطف، ۱۸۸۵–۱۸۸۷
پس از سال ۱۸۸۵، طراحی در آثار موریسو بیشترین آثار را دربر می‌گرفت. موریسو به‌طور فعال با زغال چوب و مداد رنگی نقاشی می‌کرد. انگیزه احیای علاقه او به نقاشی توسط دوستان امپرسیونیستش بود که به خاطر تار کردن فرم‌ها شهرت دارند. موریسو در این دوره بر شفاف سازی فرم و خطوط تأکید داشت. علاوه بر این، او تحت تأثیر عکاسی و ژاپنیسم قرار گرفت. او سبک قرار دادن اشیاء دور از مرکز ترکیب را از چاپ‌های ژاپنی آن زمان اتخاذ کرد.

### سنتز، ۱۸۸۷–۱۸۹۵
موریسو شروع به استفاده از تکنیک مربع کردن و ابزار ردیابی کاغذ برای رونویسی دقیق نقاشی خود روی بوم کرد. با استفاده از این روش جدید، موریسو توانست ترکیباتی با تعامل پیچیده‌تر بین فیگورها ایجاد کند. او بر ترکیب و فرم‌ها تأکید کرد در حالی که ضربه‌های قلم موی امپرسیونیستی او همچنان باقی مانده بود. ترکیب اصلی او از لمس امپرسیونیستی با ضربات گسترده و بازتاب نور، و رویکرد گرافیکی که با خطوط واضح مشخص شده بود، آثار اواخر او را متمایز کرد.

## نگارخانه

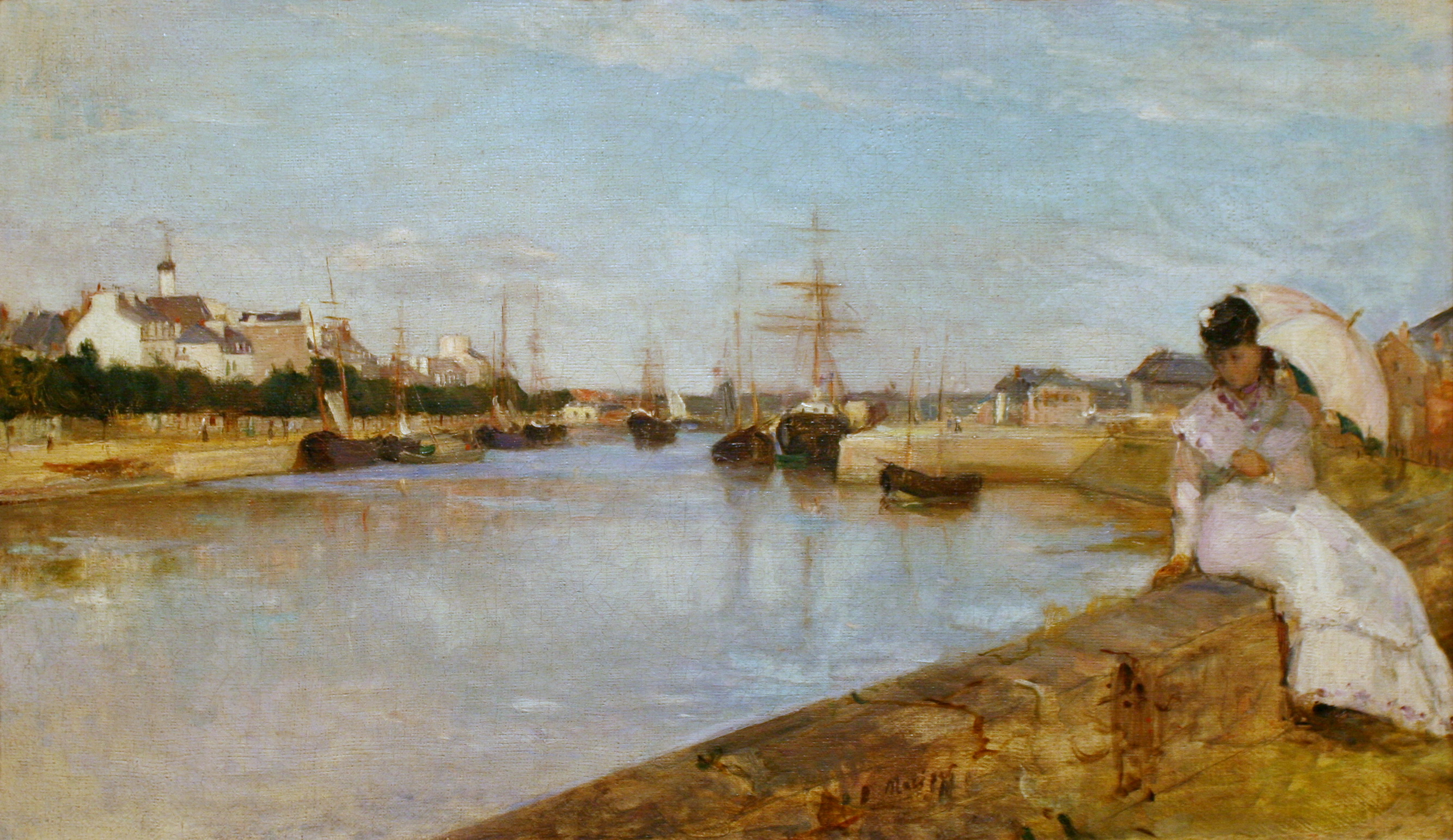
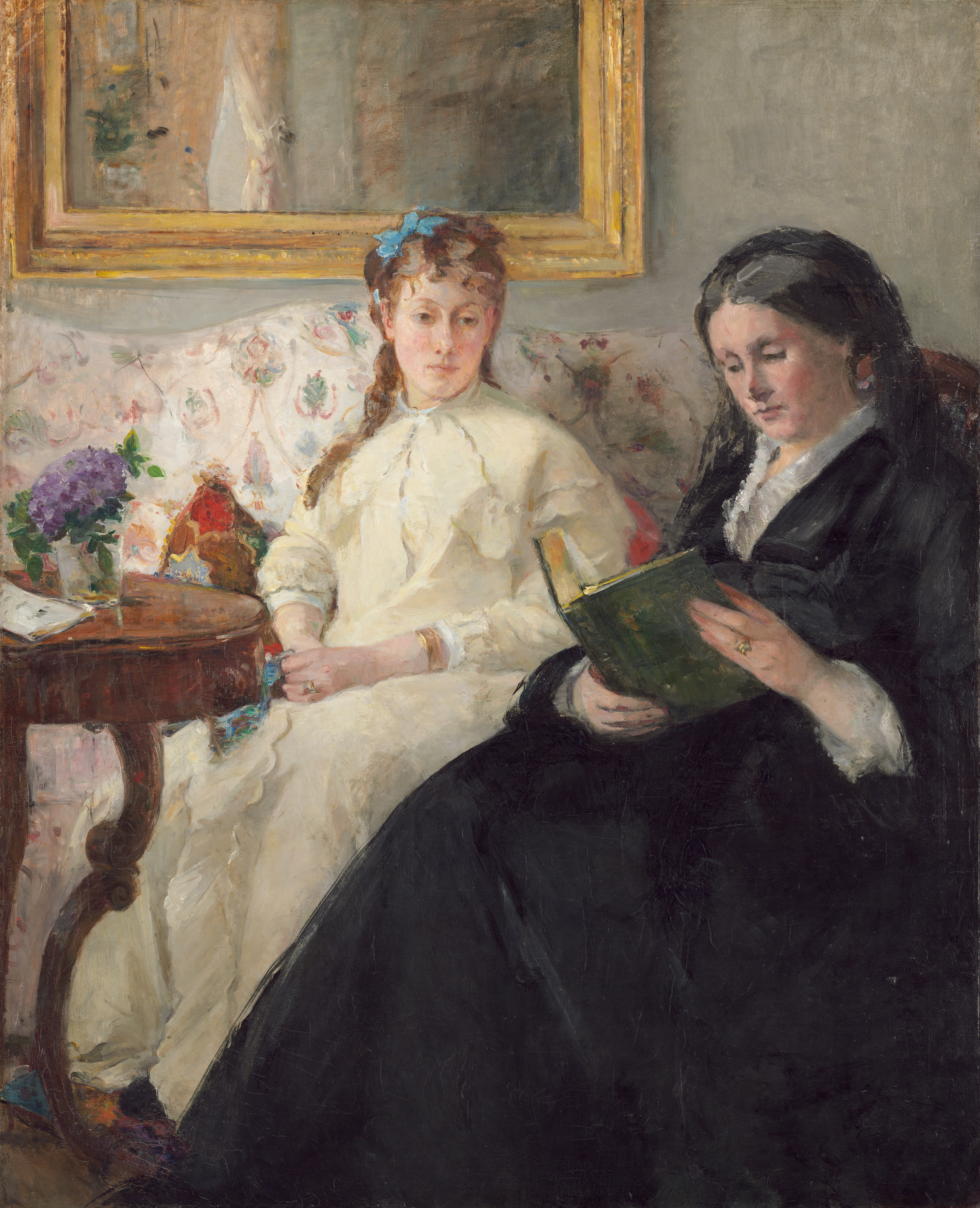
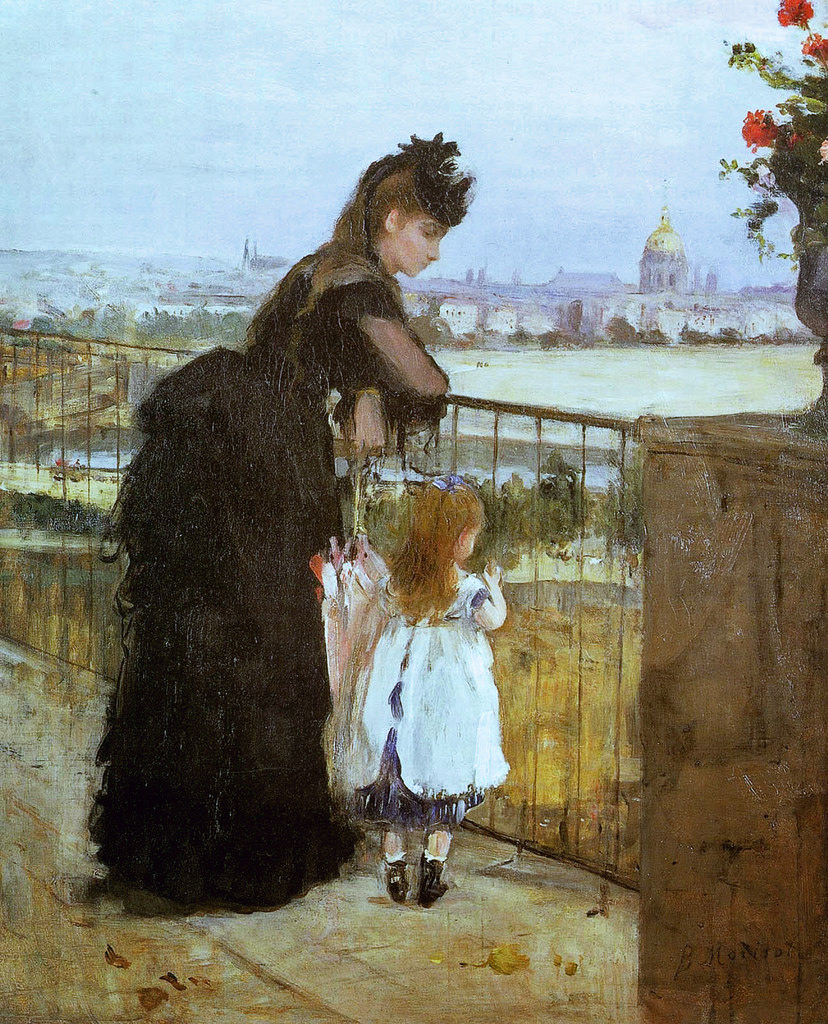
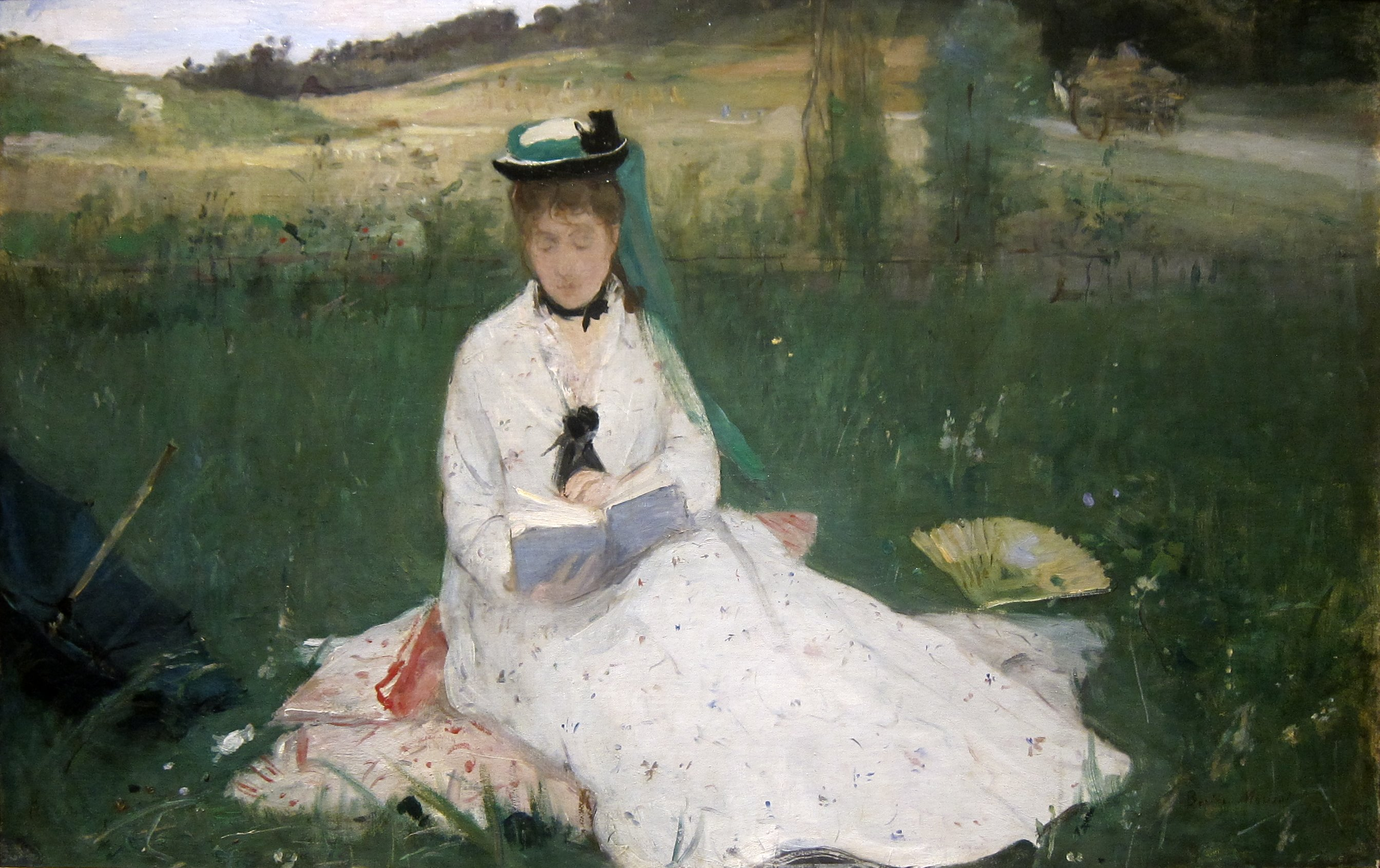
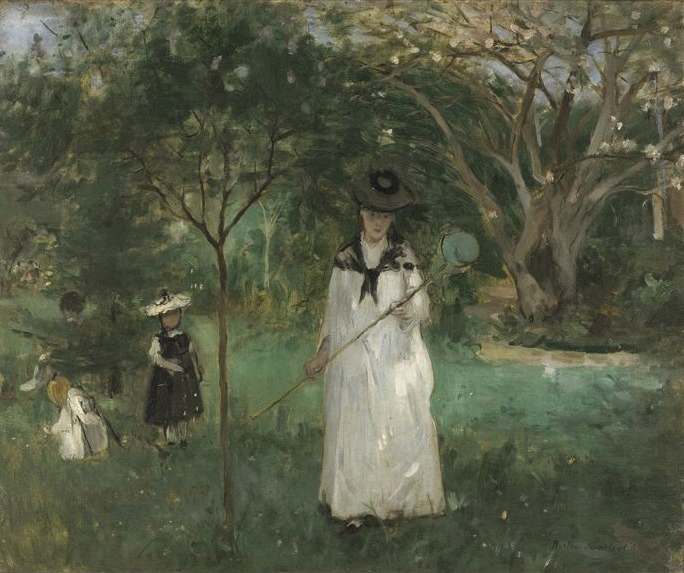
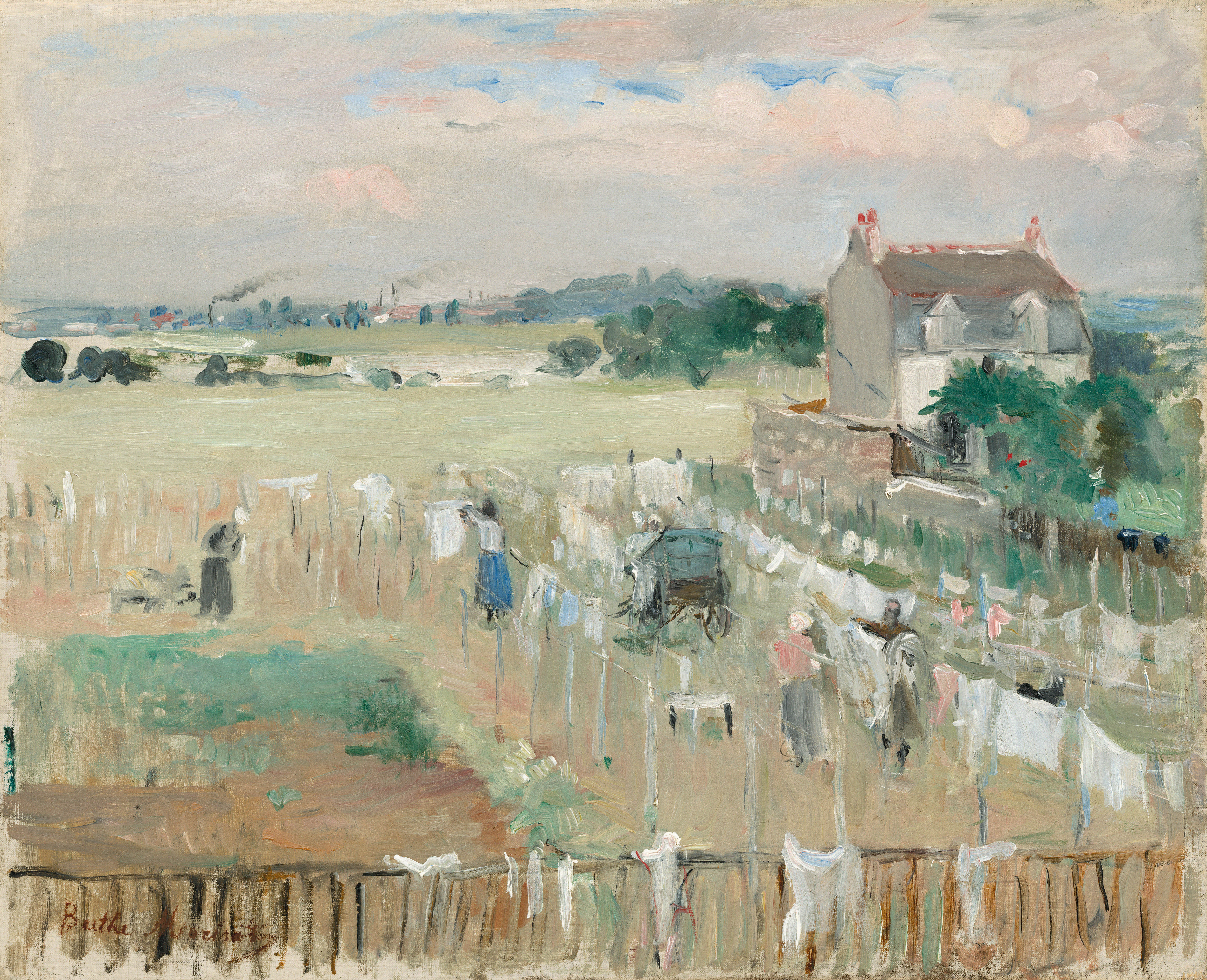
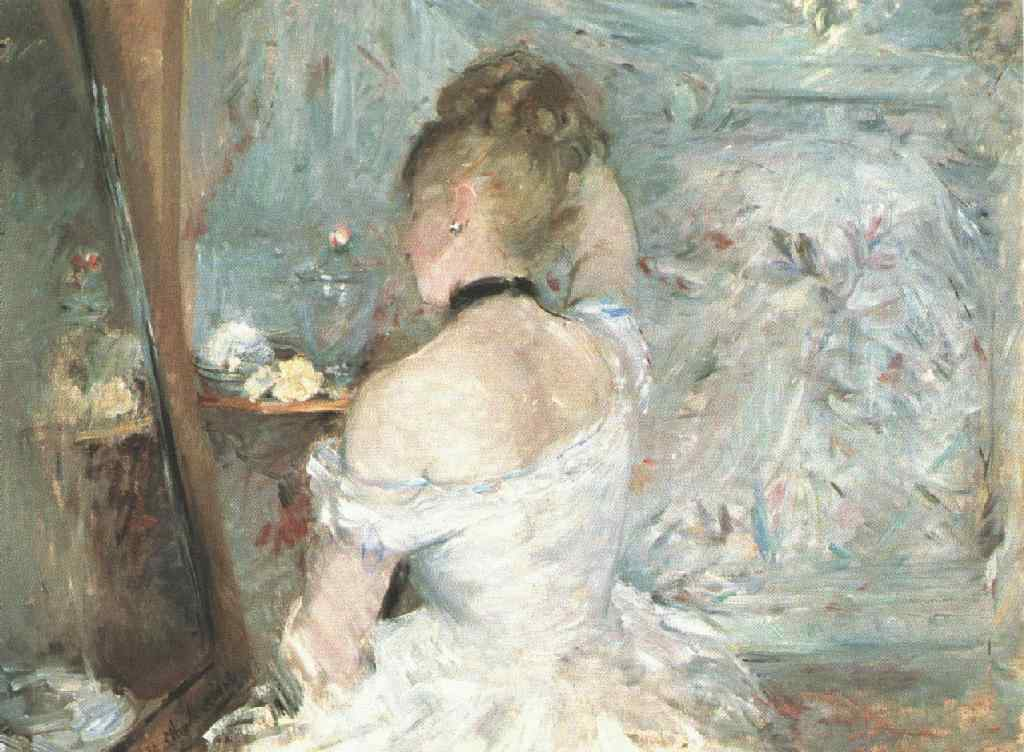
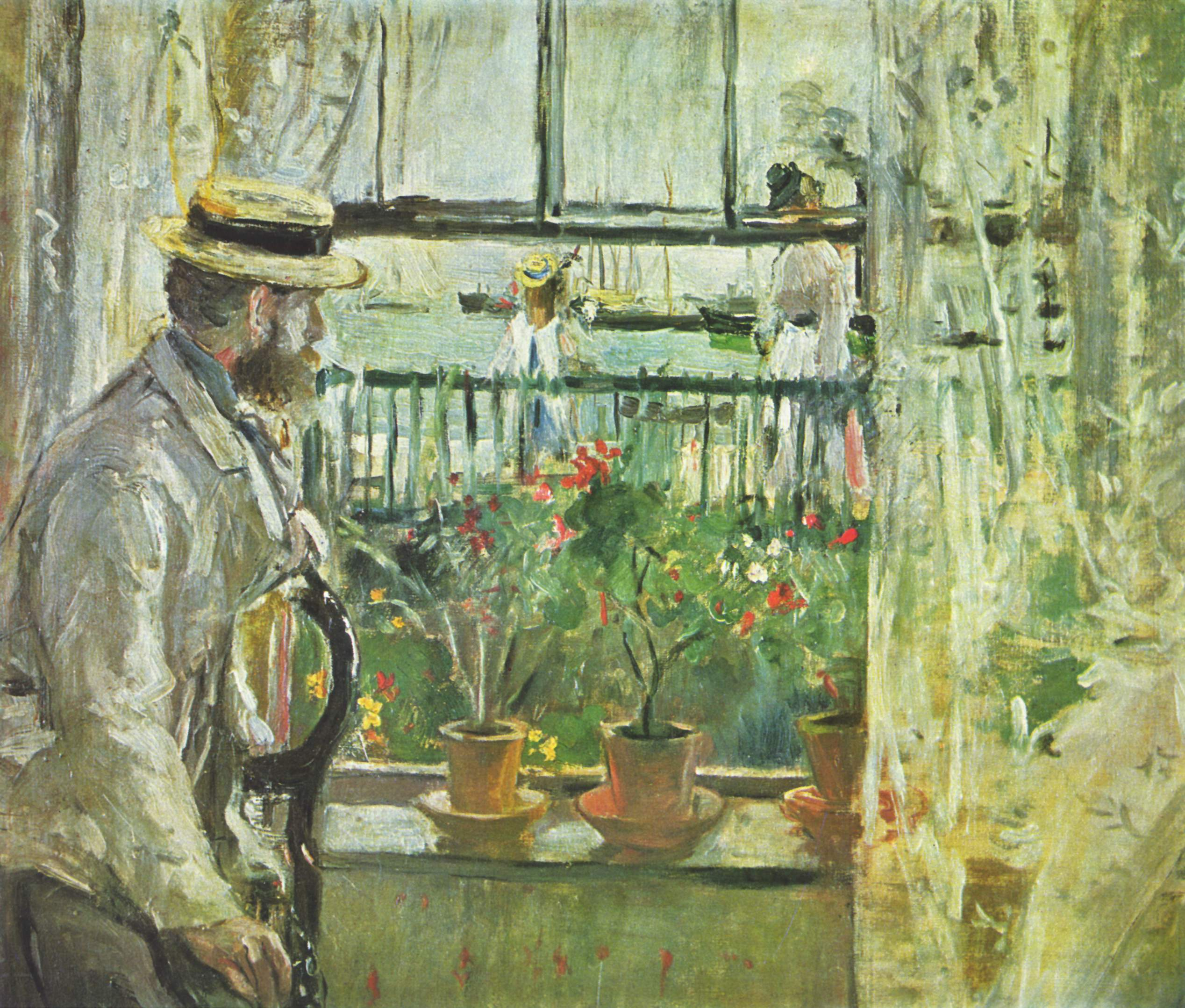
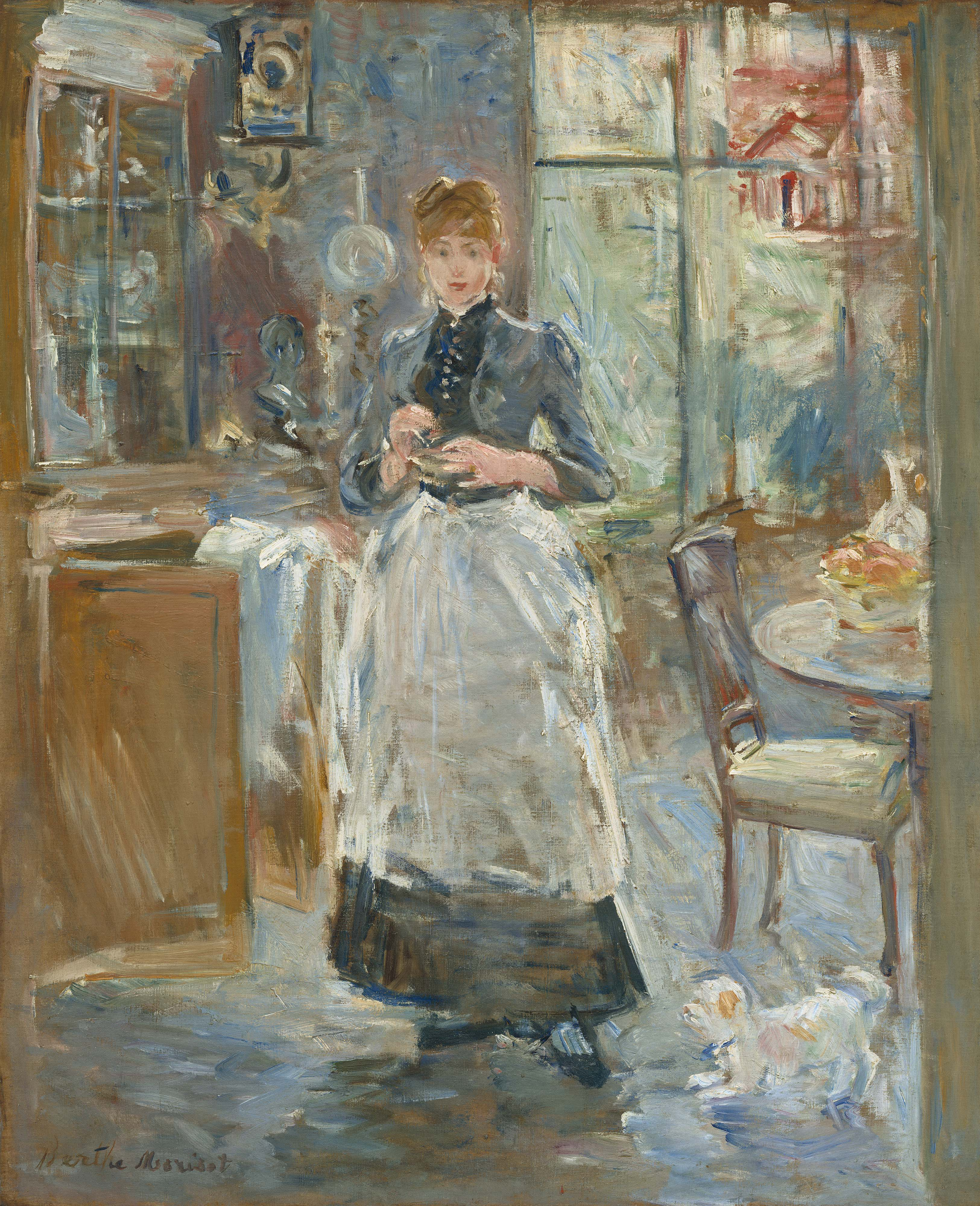
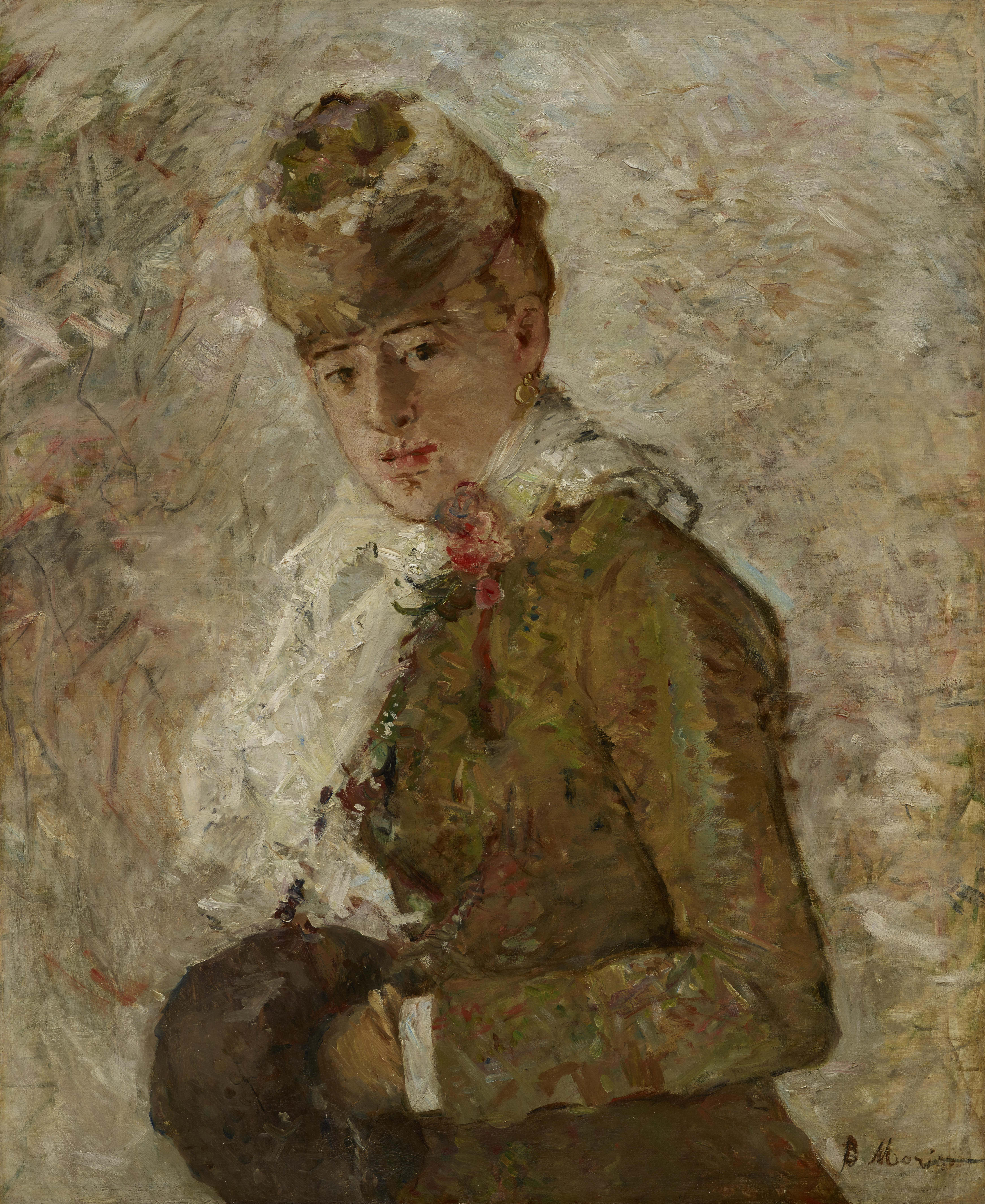
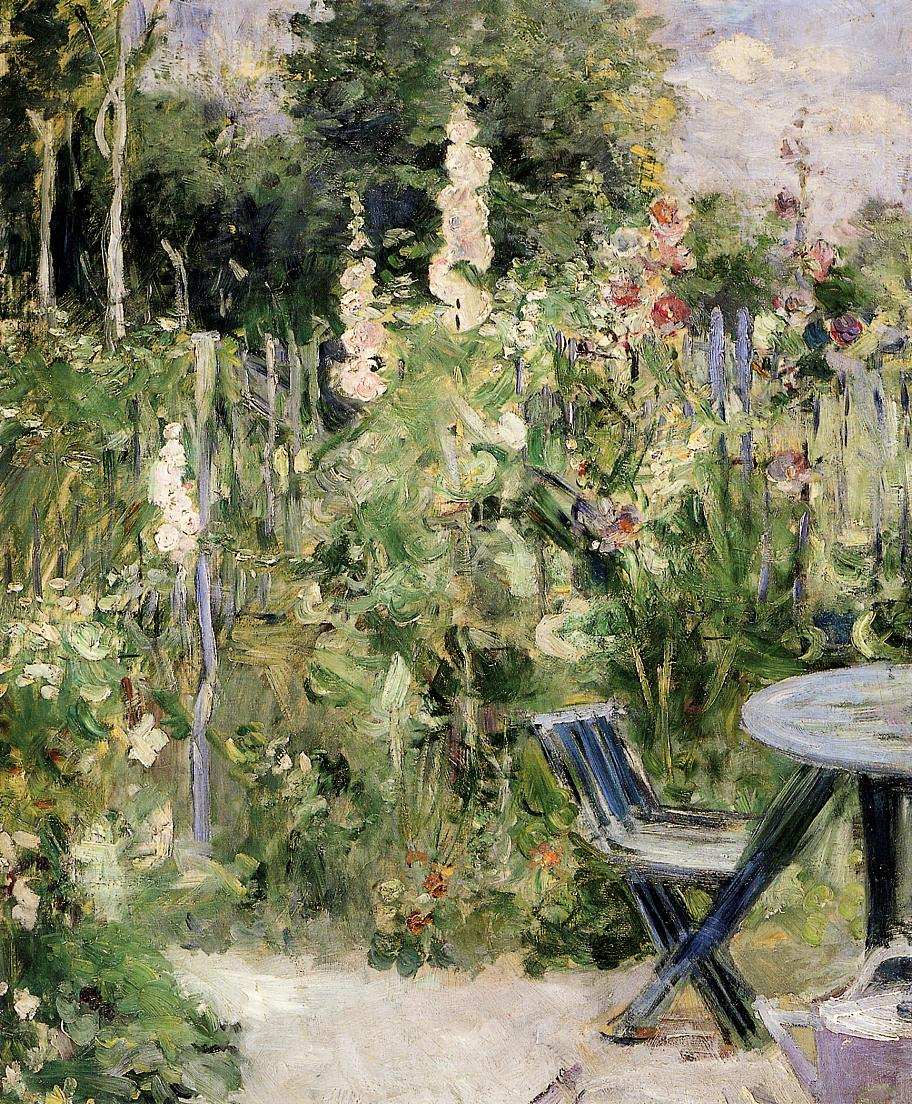
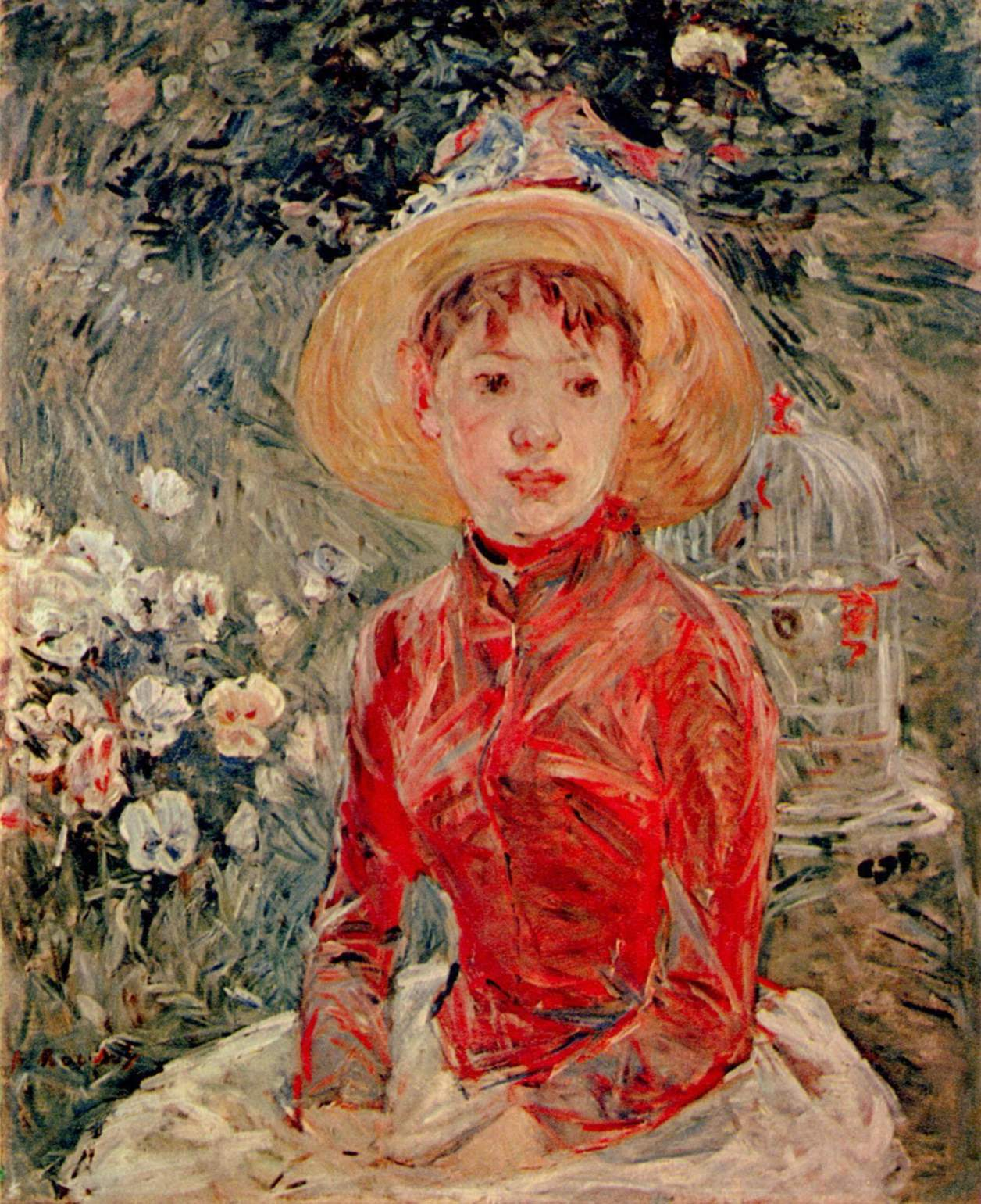
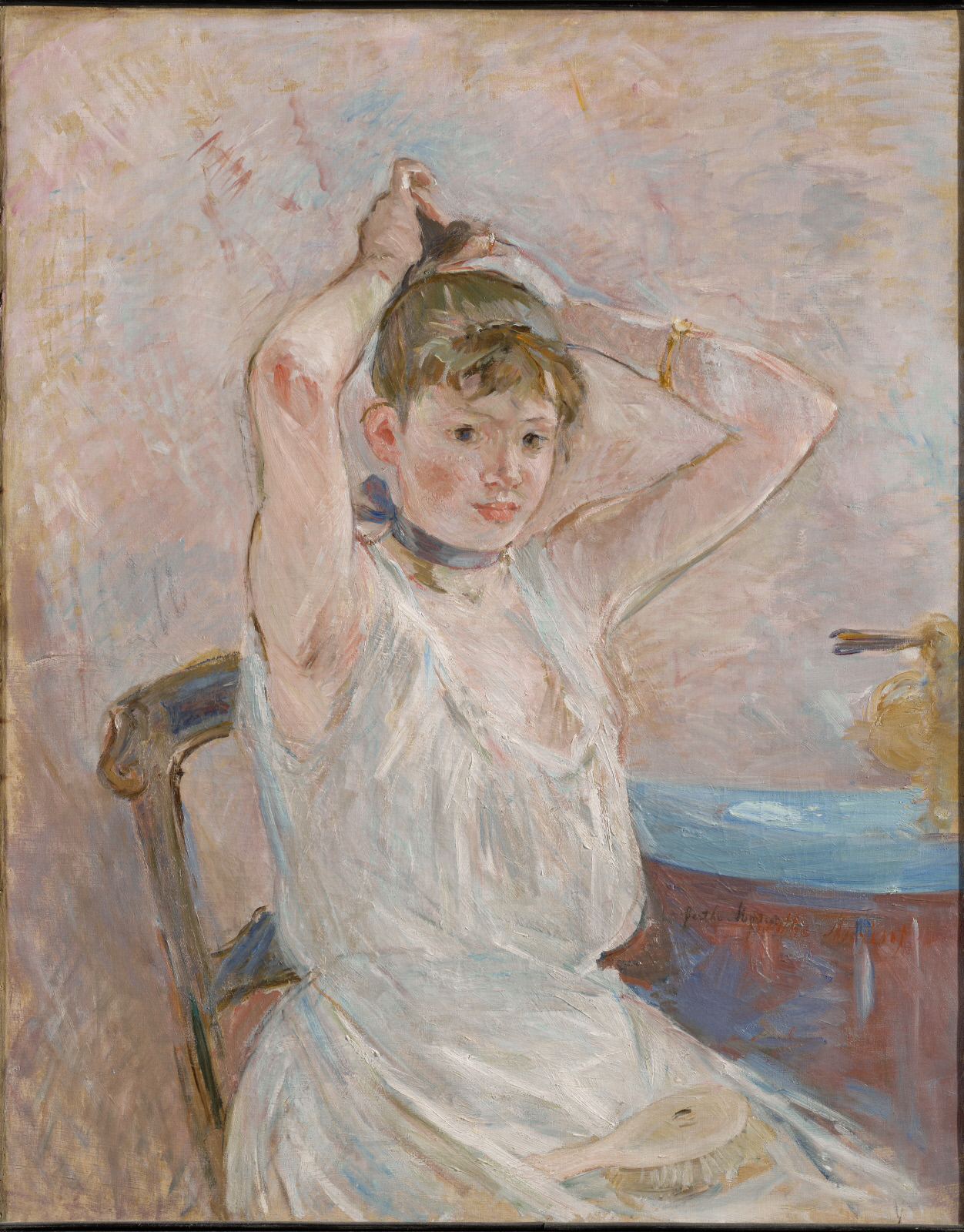
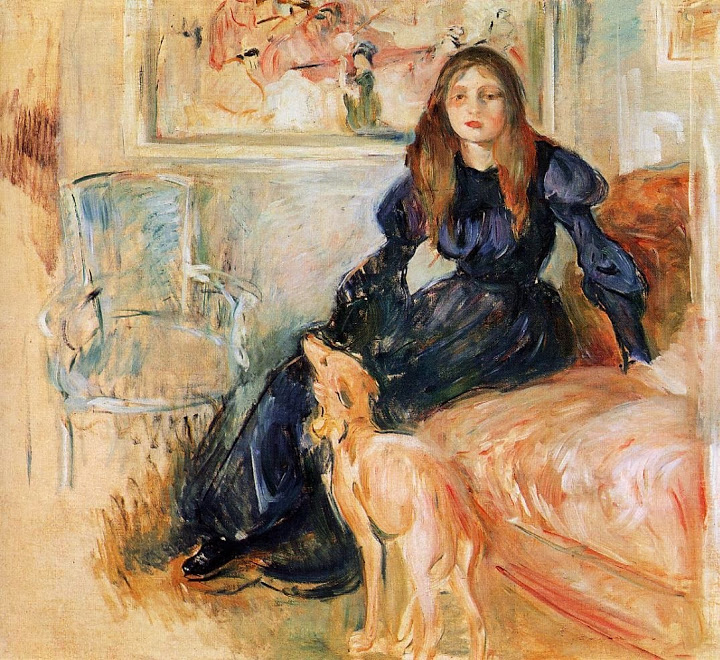